# SK Kirchweyhe
Der Schachklub Kirchweyhe 1947 e.V. ist ein deutscher Schachverein aus Kirchweyhe, einem Ortsteil der Gemeinde Weyhe im Landkreis Diepholz. Obwohl geographisch in Niedersachsen gelegen, gehört der Verein dem Landesschachbund Bremen an.

## Geschichte
Der Verein entstand nach dem Zweiten Weltkrieg, nachdem einige geflüchtete Schlesier 1946 begonnen hatten, sich zum Schachspielen zu treffen. Im Jahr 1947 erfolgte die Gründung des Vereins, der sich 1948 mit dem örtlichen Kegelverein zusammenschloss, von dem er sich 1951 wieder trennte. Die ersten Mitglieder des Schachvereins in seinen Anfangsjahren waren vor allem Bahnangestellte, die im ehemals bedeutenden Rangierbahnhof Kirchweyhe arbeiteten. Im Jahr 1993 zog sich der Verein aufgrund von Spielermangel aus dem Ligaspielbetrieb zurück und nahm an diesem in den folgenden 20 Jahren nicht teil. In der Saison 2013/14 stellte der Verein erstmals wieder zwei Mannschaften in unterklassigen Ligen im Landesschachbund Bremen. Vorangetrieben wurde der Wiederaufschwung des Vereins insbesondere durch Peter Orantek, der dem Verein 1965 beigetreten war, 2014 dessen Vorsitzender wurde und ihn als Mäzen mit einer 2012 gegründeten Stiftung finanziell unterstützt. Als Sieger des Landespokals Bremen/Niedersachsen 2016/17 qualifizierte der SK Kirchweyhe sich für den deutschen Mannschaftspokal 2017/18, bei dem er den dritten Platz belegte.
Nach sieben Aufstiegen in Folge stieg der Verein, der überwiegend mit kroatischen und serbischen Spielern antrat, 2022 erstmals in die Schachbundesliga auf. Neben der Investition in ausländische Spitzenspieler ist Orantek unter anderem für den Bau eines eigenen Vereinsheims verantwortlich. Nach der Saison 2022/23 erfüllte der Verein die im Dezember 2021 beschlossenen „Teilnahmevoraussetzungen“ für die Schachbundesliga, die die Jugendförderung betrafen, nicht, wodurch der Verein nicht an der folgenden Spielzeit hätte teilnehmen dürfen. Daher reichte der Verein eine Klage ein, die im Juli 2023 zugunsten des SK Kirchweyhe entschieden wurde. Damit wurden die „Teilnahmevoraussetzungen“ für nichtig erklärt und Kirchweyhe darf weiterhin in der Schachbundesliga antreten.

## Kader 2023/24
Folgende Spieler sind für die erste Mannschaft des SK Kirchweyhe in der Saison 2023/24 aufgestellt (Elo-Zahlen haben den Stand August 2023):
- GM Denis Kadrić (Elo: 2601)
- GM Ante Brkić (Elo: 2608)
- GM Borki Predojević (Elo: 2565)
- GM Robert Markuš (Elo: 2587)
- GM Hrvoje Stević (Elo: 2549)
- GM Zoran Jovanović (Elo: 2507)
- GM Alexandar Kovacevic (Elo: 2471)
- GM Robert Zelčić  (Elo: 2484)
- GM Mladen Palac (Elo: 2489)
- FM Tobias Kügel (Elo: 2301)
- GM Ivan Zaja (Elo: 2421)
- GM Blazimir Kovacevic (Elo: 2415)
- GM Petar Genov (Elo: 2411)
- FM Bojan Medak (Elo: 2346)
- FM Srdjan Vernacki (Elo: 2267)
- Peter Orantek (keine Elo, DWZ: 1715)